# Tuva
Tuva (uradno Republika Tuva, rusko Тува́, Респу́блика Тыва́, tuvinsko Тыва Республика, Tyva Respublika) je avtonomna republika Ruske federacije v Sibirskem federalnem okrožju. Na severu meji s Krasnojarskim okrajem, na severovzhodu z republiko Burjatijo in Irkutsko oblastjo, na vzhodu in jugu z Mongolijo, na zahodu z republiko Altajem in na severozahodu z republiko Hakasijo. Ustanovljena je bila 11. oktobra 1944 s priključitvijo dotlej formalno neodvisne Ljudske republike Tuve Sovjetski zvezi in obenem tedanji RSFSR, sprva kot Tuvinska avtonomna oblast, od 1961 kot avtonomna republika (ASSR), od 1992 pa je kot avtonomna republika postala konstitutivni del Ruske federacije. 